# Aspidochirotacea
Aspidochirotacea è una sottoclasse di echinodermi con corpo allungato che vivono sui fondali marini di tutto il mondo.

## Famiglie
- famiglia Holothuriidae  Burmeister, 1837
- famiglia Mesothuriidae  Smirnov, 2012
- famiglia Stichopodidae  Haeckel, 1896
- famiglia Synallactidae  Ludwig, 1894